# Rosemaryna beba (roman)
Rosemaryna beba (engl. Rosemarys baby) je roman američkog pisca Ire Levina objavljen 1967.

## Radnja
U knjizi je opisana Rosemary, žena koja zajedno sa svojim mušem useljava u novi stan, ali ubrzo se dešavaju čudne stvari. Rosemary to počinje doživljavati kao zavjeru protiv nje i njenog nerođenog djeteta. Ili je pak postala luda?
Hutch, blizak prijatelj pada u komu. Konkurent njenog muža na poslovnom planu ostaje slijep. Djevojčica koju Rosemary sreće u praonici rublja izvršava samoubojstvo. I zašto njena trudnoća ima tako čudne nus pojave.
Po knjizi snimljen je i  istoimeni film 1968. u režiji Romana Polanskog s Miom Farrow u glavnoj ulozi.
.

## Vanjske poveznice
- Photos of the first edition of Rosemary's Baby